# Камышлы (Кукморский район)
Камышлы́ (тат. Камышлы) — деревня в Кукморском районе Республики Татарстан, в составе Березнякского сельского поселения.

## Этимология
Топоним произошёл от фитонима «камыш» (камыш, тростник).

## География
Деревня находится на реке Ошторма, в 10 км к югу от районного центра — города Кукмора.

## История
Известна с 1678 года. 
В XVIII – первой половине XIX века жители относились к сословию государственных крестьян. Их основные занятия в этот период — земледелие и скотоводство.
В «Списке населенных мест по сведениям 1859 года», изданном в 1866 году, населённый пункт упомянут как казённая деревня Ошторма-Камышла 1-го стана Мамадышского уезда Казанской губернии. Располагалась при речке Ошторме, на Шунской торговой дороге, в 65 верстах от уездного города Мамадыша и в 7 верстах от становой квартиры во владельческом селе Кукмор (Таишевский Завод). В деревне в 70 дворах жили 473 человека (248 мужчин и 225 женщин). Была мечеть.
В начале XX века в деревне действовали мечеть, мектеб, кузница, 2 мельницы, 3 мелочные лавки. В этот период земельный надел сельской общины составлял 1269,2 десятины.
До 1920 года деревня входила в Асан-Илгинскую волость Мамадышского уезда Казанской губернии. С 1920 года в составе Мамадышского кантона ТАССР. С 10 августа 1930 года – в Кукморском, с 1 февраля 1963 года – в Сабинском, с 12 января 1965 года в Кукморском районах.
В 1932 году в деревне организован колхоз «Яналиф» (с 1993 г. объединение крестьянских хозяйств «Алга»), с 2009 года в составе общества с ограниченной ответственностью «Асанбаш» (отделение «Алга»), с 2014 — филиала общества с ограниченной ответственностью «Сэт иле – Асанбаш», с 2017 — общества с ограниченной ответственностью «Асанбаш-Агро».

## Население
| 1859 | 1897 | 1908 | 1920 | 1926 | 1938 | 1949 | 1958 | 1970 | 1979 | 1989 | 2002 | 2010 | 2017 |
| ---- | ---- | ---- | ---- | ---- | ---- | ---- | ---- | ---- | ---- | ---- | ---- | ---- | ---- |
| 473  | 914  | 1010 | 911  | 782  | 563  | 405  | 361  | 417  | 360  | 308  | 286  | 293  | 305  |

Национальный состав деревни — татары.

## Экономика
Жители занимаются полеводством, молочным скотоводством, свиноводством, работают преимущественно в ООО «Асанбаш-Агро».

## Инфраструктура
В деревне действуют начальная школа (с 1917 г.), клуб (с 1934 г.), фельдшерско-акушерский пункт (с 1970 г.).

## Религия
Мечеть (с 1994 года).